# Ухта (Войвож)
Ухта (Войвож) (устар. Вой-Вож) — река в России, протекает по Республике Коми. Устье реки находится в 199 км по левому берегу реки Ухта. Длина реки составляет 29 км.

## Данные водного реестра
По данным государственного водного реестра России относится к Двинско-Печорскому бассейновому округу, водохозяйственный участок реки — Печора от впадения реки Уса до водомерного поста Усть-Цильма, речной подбассейн реки — бассейны притоков Печоры ниже впадения Усы. Речной бассейн реки — Печора.
Код объекта в государственном водном реестре — 03050300112103000076417.